# Виконт Эшбрук

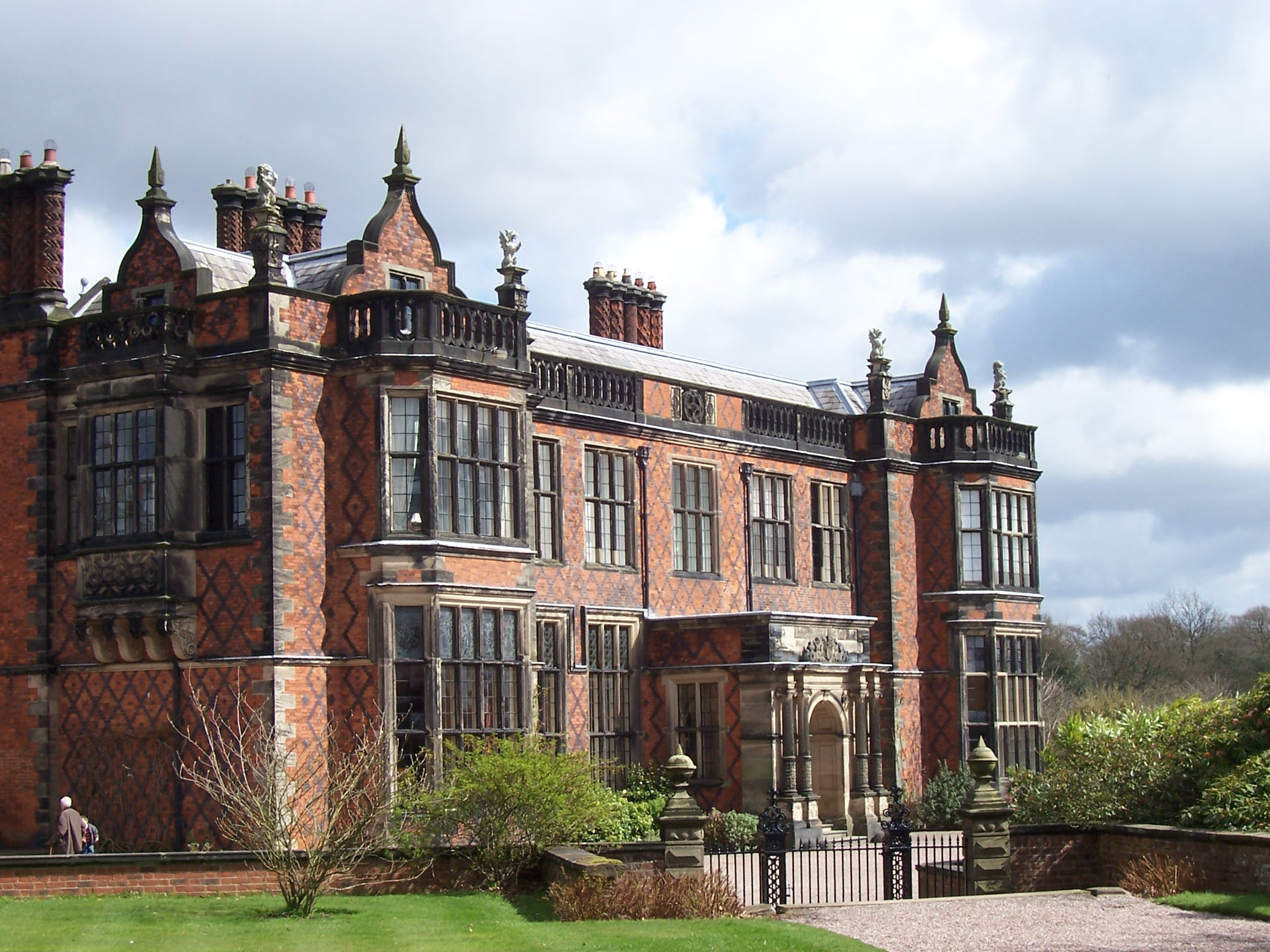
Арли Холл в графстве Чешир, резиденция виконтов Эшбрук

Виконт Эшбрук (англ. Viscount Ashbrook) — аристократический титул в системе Пэрства Ирландии.

## История
Титул виконта Эшбрука был создан 30 сентября 1751 года для капитана Генри Флауэра, 2-го барона Касл Дарроу (ум. 1752). Титул барона Касл Дарроу в графстве Килкенни (Пэрство Ирландии) был создан в 1733 году для Уильяма Флауэра (1685—1746), отца 1-го виконта. Он имел чин полковника британской армии, а также заседал в Ирландской палате общин от графства Килкенни (1715—1727) и Портарлингтона (1727—1733).
По состоянию на 2024 год, носителем титулом являлся его потомок, Майкл Лловарх Уорбертон Флауэр, 11-й виконт Эшбрук (род. 1935), который сменил своего отца в 1995 году.
Родовая резиденция — Арли Холл в окрестностях Арли в графстве Чешир. Ранее семье принадлежали замок Дарроу в окрестностях Дарроу в графстве Лиишь и Бомонт Лодж, недалеко от Старого Виндзора в графстве Беркшир.

## Бароны Касл Дарроу (1733)
- 1733—1746: Уильям Флауэр, 1-й барон Касл Дарроу[англ.] (11 марта 1685 — 29 апреля 1746), единственный сын Томаса Флауэра и Мэри Темпл;
- 1746—1752: Генри Флауэр, 2-й барон Касл Дарроу (до 1710 — 27 июня 1752), младший сын предыдущего, виконт Эшбрук с 1751 года.

## Виконты Эшбрук (1751)
- 1751—1752: Генри Флауэр, 1-й виконт Эшбрук (ум. 27 июня 1752), младший сын Уильяма Флауэра, 1-го барона Касл Дарроу;
- 1752—1780: Уильям Флауэр, 2-й виконт Эшбрук (25 июня 1744 — 30 августа 1780), единственный сын предыдущего;
- 1780—1802: Уильям Флауэр, 3-й виконт Эшбрук (16 ноября 1767 — 6 января 1802), старший сын предыдущего;
- 1802—1847: Генри Джеффри Флауэр, 4-й виконт Эшбрук (6 ноября 1776 — 4 мая 1847), младший брат предыдущего;
- 1847—1871: Генри Джеффри Флауэр, 5-й виконт Эшбрук (17 июня 1806 — 3 августа 1871), единственный сын предыдущего от первого брака;
- 1871—1882: Генри Джеффри Флауэр, 6-й виконт Эшбрук (26 марта 1829 — 14 декабря 1882), старший сын предыдущего;
- 1882—1906: Уильям Спенсер Флауэр, 7-й виконт Эшбрук (23 марта 1830 — 26 ноября 1906), младший брат предыдущего;
- 1906—1919: Роберт Томас Флауэр, 8-й виконт Эшбрук (1 апреля 1836 — 9 марта 1919), младший брат предыдущего;
- 1919—1936: Лловарх Роберт Флауэр, 9-й виконт Эшбрук (9 июля 1870 — 30 августа 1936), старший сын предыдущего;
- 1936—1995: Десмонд Лловарх Эдвард Флауэр, 10-й виконт Эшбрук (9 июля 1905 — 5 декабря 1995), единственный сын предыдущего;
- 1995 — настоящее время: Майкл Лловарх Уорбертон Флауэр, 11-й виконт Эшбрук (род. 9 декабря 1935), старший сын предыдущего;
  - Наследник: достопочтенный Роуленд Фрэнсис Уорбертон Флауэр (род. 16 января 1975), старший сын предыдущего;
    - Наследник наследника: Бенджамин Уорбертон Флауэр (род. 2006), сын предыдущего.